# Wittstocks biskopsborg

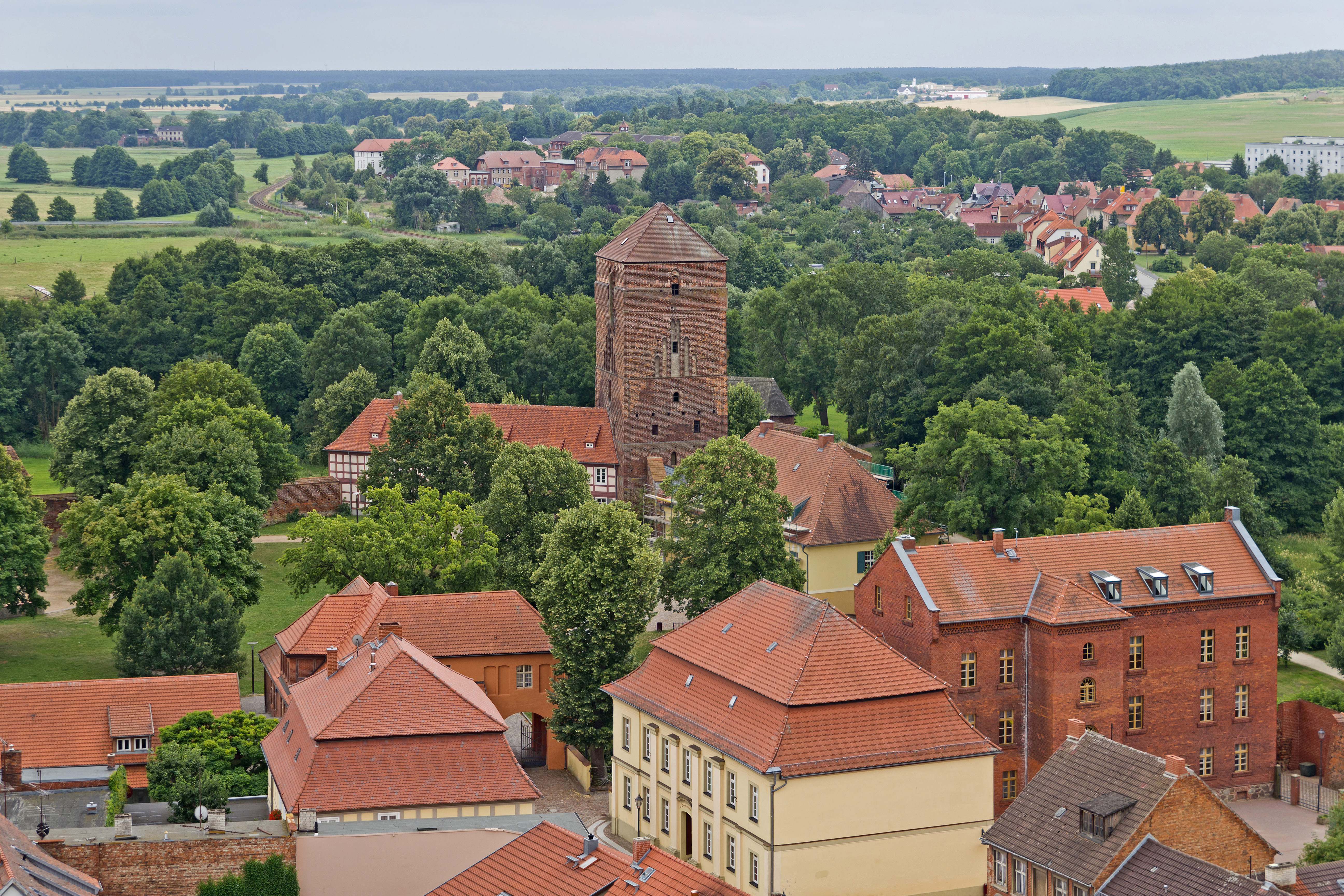
Vy mot borgen från Wittstocks historiska innerstad. Det gula Biskopshuset ses i bildens del.

Wittstocks biskopsborg, tyska: Alte Bischofsburg Wittstock, är en delvis bevarad medeltida borg i staden Wittstock an der Dosse i Landkreis Ostprignitz-Ruppin i förbundslandet Brandenburg i Tyskland.

## Historik

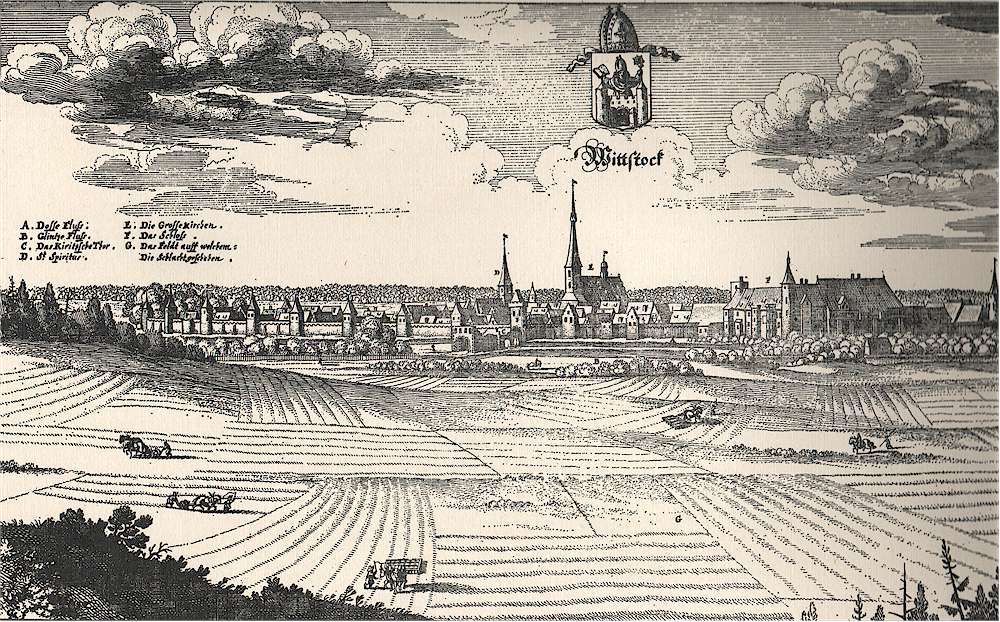
Wittstock med biskopsborgen till höger på Matthäus Merian den äldres kopparstick från 1600-talet.

Borgen började uppföras 1244 och ersatte då äldre befästningsverk i orten. En slavisk bosättning fanns på platsen redan före den första tyska kolonisationsvågen år 946. 1248 erhöll Wittstock stadsrättigheter. Från 1271 till 1548, i samband med reformationen, var borgen residens för de katolska biskoparna av Havelberg. Borgen ansågs ointaglig men förföll i slutet av medeltiden. I samband med trettioåriga kriget förstördes stora delar av anläggningen. Utanför stadens murar utkämpades slaget vid Wittstock mellan de svenska och kejserliga arméerna 1636. Efter en renovering som avslutades 1998 finns idag Ostprignitz regionmuseum i borgen, samt ett Trettioåriga kriget-museum som särskilt behandlar slaget och dess följder för staden.

## Anläggningen

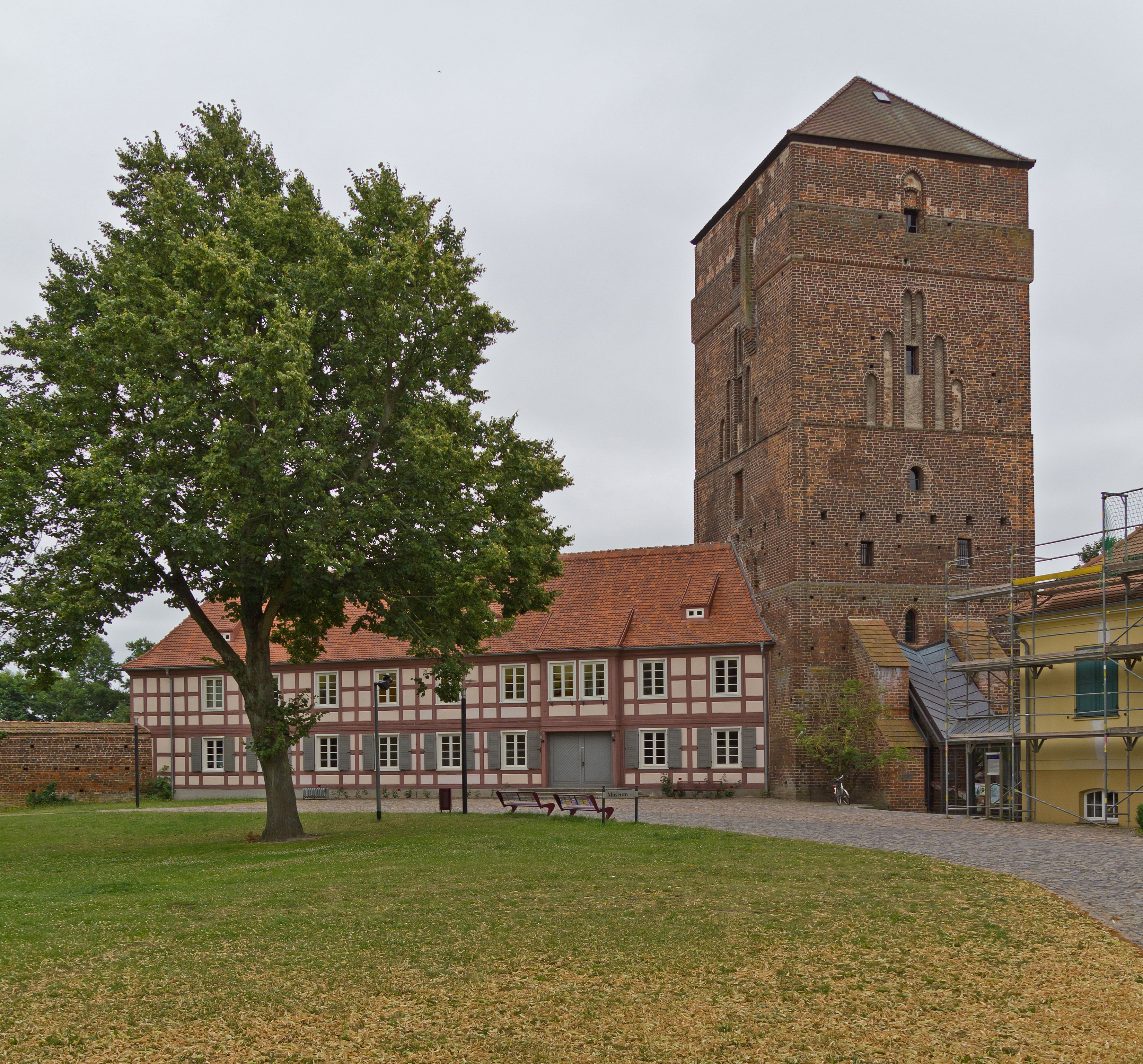
Vy mot porttornet från borggården.

Borgen ingick som del i Wittstocks omfattande stadsmuranläggning, och den 2,5 kilometer långa tegelmuren omsluter fortfarande hela den historiska stadskärnan. Den uppfördes till skydd för de tyska bosättarna i området som vid denna tidpunkt var omstritt. Ursprungligen hade biskopsborgen mellan nio och elva meter höga murar, men idag varierar höjden mellan fyra och sju meter. Borgen var ett av markgrevskapet Brandenburgs starkaste fästen. Idag återstår förutom ruinerna av yttermurarna även det höga porttornet från 1200-talet, som under historiens lopp använts som bostad och ämbetsbyggnad, stall, sädesmagasin och vandrarhem.